# Anticorps antinucléaire
Pour les articles homonymes, voir ACAN, AAN, ANA et FAN.

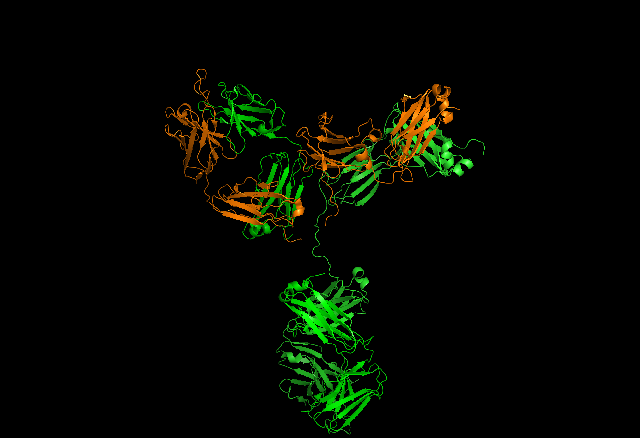
Exemple d'un anticorps antinucléaire

Les anticorps antinucléaires (ACAN ou AAN) ou facteurs antinucléaires (FAN) (en anglais, anti-nuclear antibody ou ANA) sont des auto-anticorps non spécifiques d'organes, dirigés contre différents éléments du noyau de leurs propres cellules : constituants du noyau cellulaire mais aussi éléments nucléo-protéiques cytoplasmiques issus du noyau. Ils sont présents dans certaines maladies autoimmunes et ont un intérêt dans le diagnostic et le suivi de ces affections.

## Utilisation médicale
On les retrouve dans des maladies telles que le lupus érythémateux disséminé ou le lupus médicamenteux, le syndrome de Goujerot-Sjögren, la sclérodermie systémique, la polymyosite ou le syndrome de Sharp, ou lors de la prise de certains médicaments (hydralazine, procaïnamide). Ils sont également présents chez les personnes non-atteintes d'une affection auto-immune, mais à de faibles concentrations.
Dans le diagnostic du lupus, la recherche d'anticorps antinucléaire est un test avec une bonne sensibilité mais avec une spécificité modérée.

## Historique
Ils ont été découverts en 1943 par l’hématologiste Malcolm Hargraves qui remarqua dans la moelle sternale d'un malade certaines cellules qui avaient phagocyté le noyau d'autres cellules.

## Synonymes
- Anticorps antinoyaux
- Anticorps antinucléaire
- Facteur antinucléaire
- Facteur lupique